# Pulaski County (Georgia)
Das Pulaski County ist ein County im Bundesstaat Georgia der Vereinigten Staaten. Der Verwaltungssitz (County Seat) ist Hawkinsville, benannt nach Colonel Benjamin Hawkins, einem Helden im Revolutionskrieg.

## Geographie
Das County liegt etwas südlich des geographischen Zentrums von Georgia und hat eine Fläche von 647 Quadratkilometern, wovon sechs Quadratkilometer Wasseroberfläche sind. Es grenzt im Uhrzeigersinn an folgende Countys: Bleckley County, Dodge County, Wilcox County, Dooly County und Houston County.
Das County ist Teil der Metropolregion Warner Robins.

## Geschichte
Pulaski County wurde am 13. Dezember 1808 als 36. County in Georgia aus Teilen des Laurens County gebildet. Benannt wurde es nach dem polnischen General Casimir Pulaski, der im Revolutionskrieg bei Savannah tödlich verwundet wurde.

## Demografische Daten

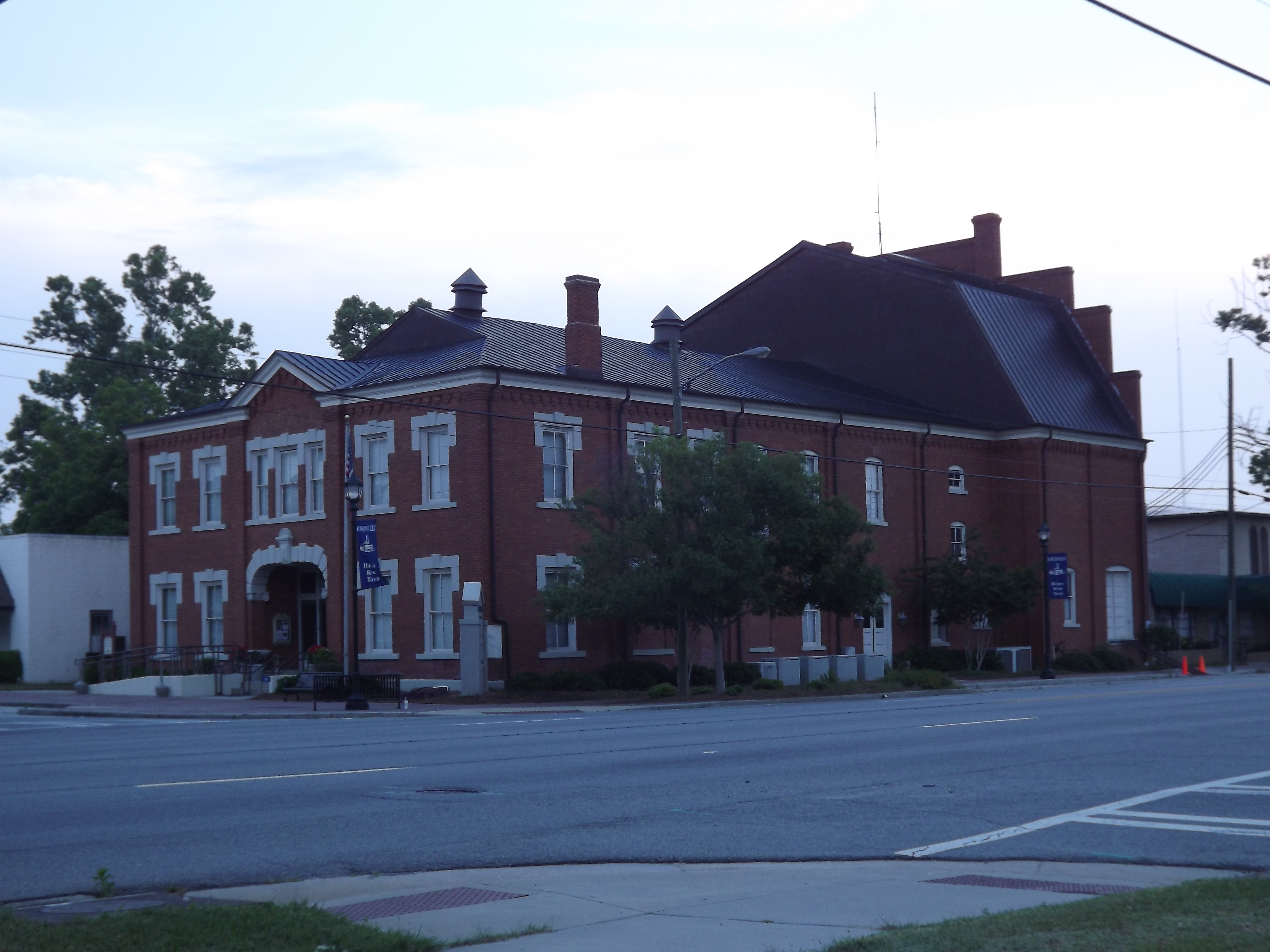
Das Opernhaus von Hawkinsville, GA, erbaut 1907.

Laut der Volkszählung von 2010 verteilten sich die damaligen 12.010 Einwohner auf 4.475 bewohnte Haushalte, was einen Schnitt von 2,40 Personen pro Haushalt ergibt. Insgesamt bestehen 5151 Haushalte.
67,3 % der Haushalte waren Familienhaushalte (bestehend aus verheirateten Paaren mit oder ohne Nachkommen bzw. einem Elternteil mit Nachkomme) mit einer durchschnittlichen Größe von 2,96 Personen. In 30,6 % aller Haushalte lebten Kinder unter 18 Jahren sowie in 30,4 % aller Haushalte Personen mit mindestens 65 Jahren.
23,9 % der Bevölkerung waren jünger als 20 Jahre, 24,6 % waren 20 bis 39 Jahre alt, 29,4 % waren 40 bis 59 Jahre alt und 22,3 % waren mindestens 60 Jahre alt. Das mittlere Alter betrug 41 Jahre. 43,2 % der Bevölkerung waren männlich und 56,8 % weiblich.
63,9 % der Bevölkerung bezeichneten sich als Weiße, 31,8 % als Afroamerikaner, 0,3 % als Indianer und 0,9 % als Asian Americans. 1,9 % gaben die Angehörigkeit zu einer anderen Ethnie und 1,0 % zu mehreren Ethnien an. 3,9 % der Bevölkerung bestand aus Hispanics oder Latinos.
Das durchschnittliche Jahreseinkommen pro Haushalt lag bei 38.880 USD, dabei lebten 23,8 % der Bevölkerung unter der Armutsgrenze.

## Orte im Pulaski County
Orte im Pulaski County mit Einwohnerzahlen der Volkszählung von 2010:
City:
- Hawkinsville (County Seat) – 4589 Einwohner